# 蒙郡
蒙郡，中国南北朝时设置的郡。
南朝梁武帝置，治所在蒙县（今安徽省蒙城县西北）。辖境相当今安徽省蒙城县一带。属西徐州。东魏改属谯州。隋朝开皇初年废。